# Карлу Карлу (Заповідник Чортові камені)
Заповідник Чортові камені, Карлу Карлу (Karlu Karlu, Devils Marbles Conservation Reserve) — природоохоронна територія у Північній території Австралії, розташована в районі Варумунгу близько 105 км на південь від Теннанта Кріка, і 393 км на північ від Аліс-Спрингс. Найближчий населений пункт — невелике містечко Вохопе, розташоване 9 км на південь.

## Назва
Чортові камені мають велике культурне та духовне значення для аборигенів, а заповідник охороняє одне з найдавніших релігійних пам'яток у світі, а також природні скельні утворення, знайдені там. Карлу Карлу — місцевий термін аборигенів як для скельних утворень, так і для прилеглої території. Назва аборигенів перекладається як круглі брили і відноситься до великих брил, що зустрічаються в основному на західній стороні заповідника. Походження англійської назви для тих же брил відображається наступною цитатою:
Це країна Диявола; він навіть висипав мішок з каменями навколо цього місця! — Джон Росс, австралійська експедиція наземної телеграфної лінії, 1870 р.

## Особливості

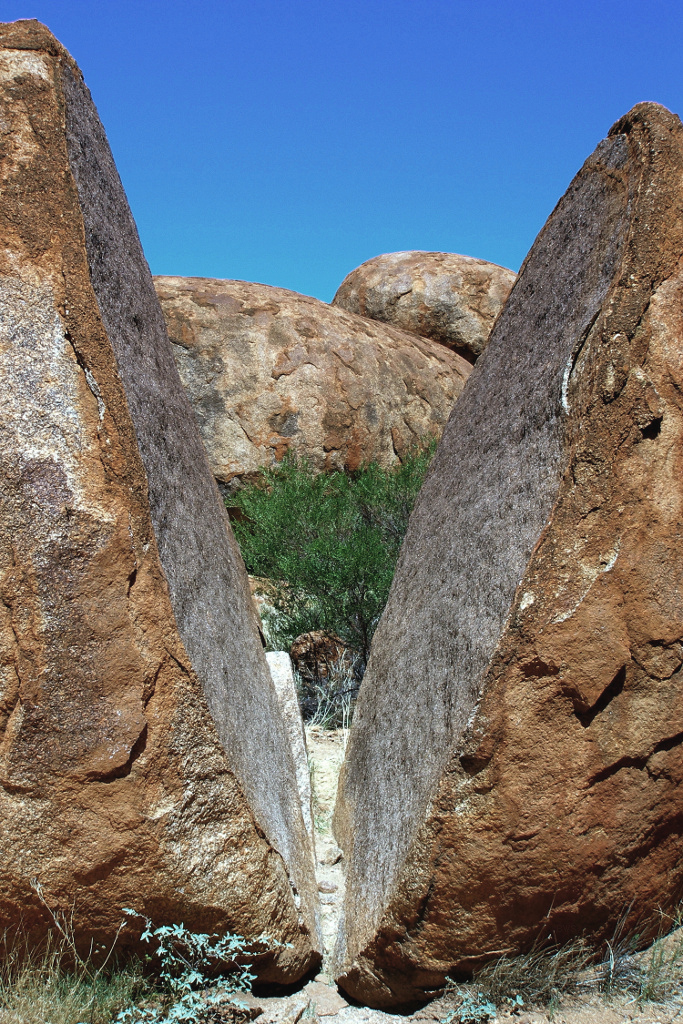
Природно роздвоєна брила

Чортові камені — це великі гранітні брили, які знаходяться на відкритому верхньому шарі великого і переважно підземного гранітного утворення. Природні процеси вивітрювання та ерозії створили різні форми каменів. Брили розташовані в широкій пустельній долині і зустрічаються в розкиданих групах переважно в західній частині заповідника. Коротка під'їзна дорога веде прямо на брилові поля з шосе Стюарт.
Будучи одним із найбільш широко визнаних символів австралійської глибинки, чортові камені також є одним з найбільш відвідуваних заповідників / місць Північної території. Служба парків і дикої природи зафіксувала 96 172 відвідувачів у 2007 році. Кількість відвідувань збільшилася до 137 500 до 2012 року. Пік сезону припадає на прохолодніші місяці з травня по серпень. Заповідник є однією з головних туристичних визначних пам'яток у регіоні Барклі.

## Міфологія

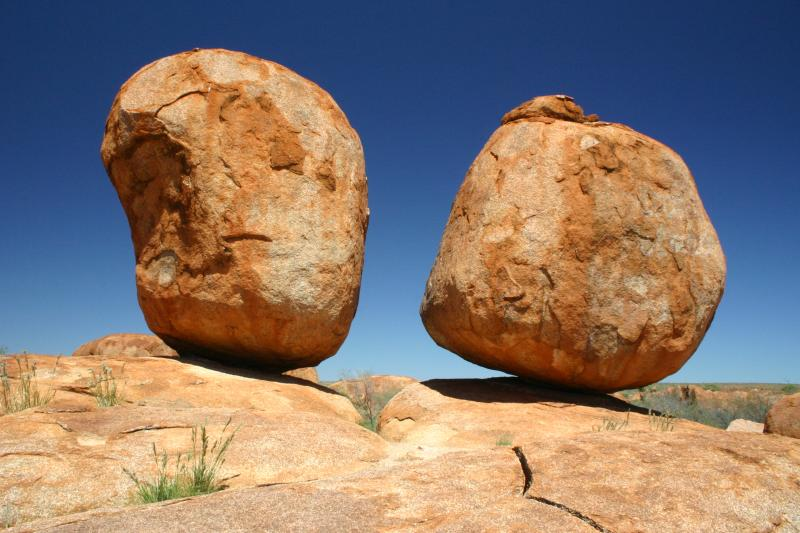
Пара врівноважених брил

Карлу Карлу — важливі міфічні об'єкти для місцевих аборигенів. Більшість заповідників — це зареєстроване священне місце, яке охороняється Законом про священні місця аборигенів Північної території. Хоча Карлу Карлу знаходиться в межах країни народу ал'яварре, ці місця священні для інших місцевих народів, які включають в себе кайтетє, варумунгу і варлпірі.
Свідчення про місцевих аборигенів, які вважають, що брили є яйцями міфічної Веселкової Змії, є неправдивими. Насправді, ряд традиційних історій «часу сновидінь» не згадує змій.
Одна з головних історій «часу сновидінь» стосується того, як створено Карлу Карлу. Ця традиція розповідає про Аранжа, диявольську людину, який прийшов з пагорба поблизу і подорожував по цій місцевості. Під час прогулянки Арранж зробив пов'язку на стегна з волосся, яка є традиційною прикрасою, яку носять тільки ініційовані чоловіки. Коли він крутив волосся, щоб зробити пасма, він скинув жмут волосся на землю.
Скупчення перетворилися на великі червоні брили Карлу Карлу. Повертаючись до свого пагорба, Аррандж плюнув на землю. Його слина перетворилася на гранітні брили в центральній частині заповідника. Нарешті Арранж повернувся додому, на пагорб під назвою Ayleparrarntenhe, де він залишається сьогодні.

## Формування

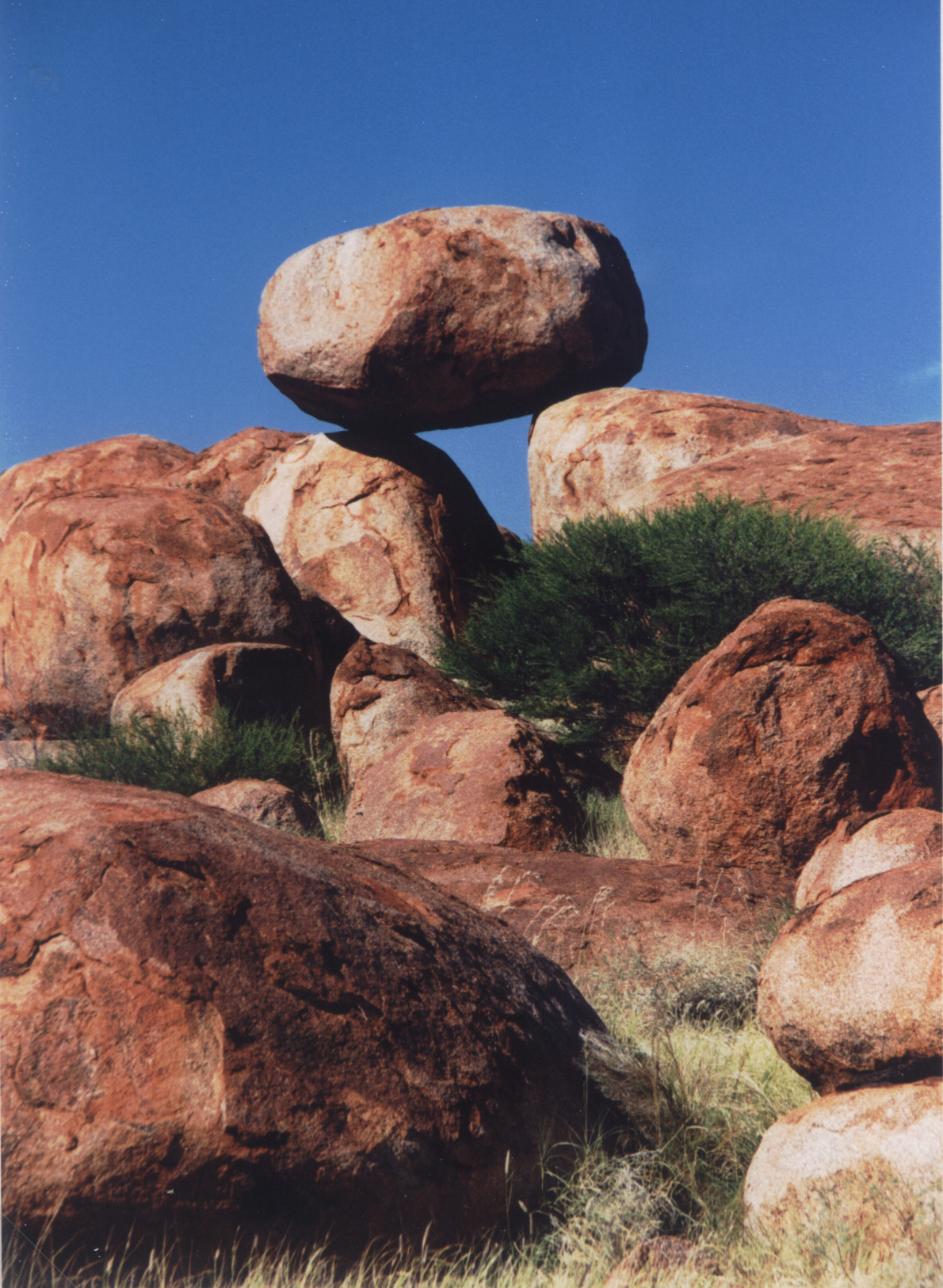
Підвішена брила

Граніт утворився мільйони років тому внаслідок затвердіння магми всередині земної кори. Товсті шари пісковику поверх граніту чинили надзвичайний тиск вниз на граніт. Через деякий час тектонічні сили спричинили складання земної кори в цьому районі, що підняло граніт і розломило пісковик, дозволяючи граніту наблизитися до поверхні. Коли тиск зменшувався, граніт розширювався, викликаючи тріщини, а потім більші утворення почали розділятися на великі квадратні блоки.
Округлення гранітних блоків є результатом хімічного та фізичного (його ще називають механічним) вивітрювання. Хімічні процеси змушують поверхню блоків розширюватися і стискатися, внаслідок чого тонкі шари гірської породи відходять від брили в процесі, який називається відшаровування. Цей процес округляє гранітний блок, оскільки хімічні процеси мають більший вплив на ділянки з ребрами. Порода починає виглядати так, ніби вона зроблена з шарів, як цибуля. Тільки зовнішні кілька сантиметрів впливають на хімічне вивітрювання в процесі, який називається сфероїдним вивітрюванням.
На брили впливають більш глибокі перепади температур удень та ночі в посушливій зоні пустелі, де знаходиться заповідник. В денний час скелі трохи розширюються, а після приходу вночі вони трохи стискаються, повторюючи процес кожні 24 години. Ці повторні цикли розширення і стиснення, які називаються термостійким вивітрюванням, створюють тріщини, які іноді йдуть настільки глибоко, що брила повністю розколюється навпіл.

## Цікаві факти

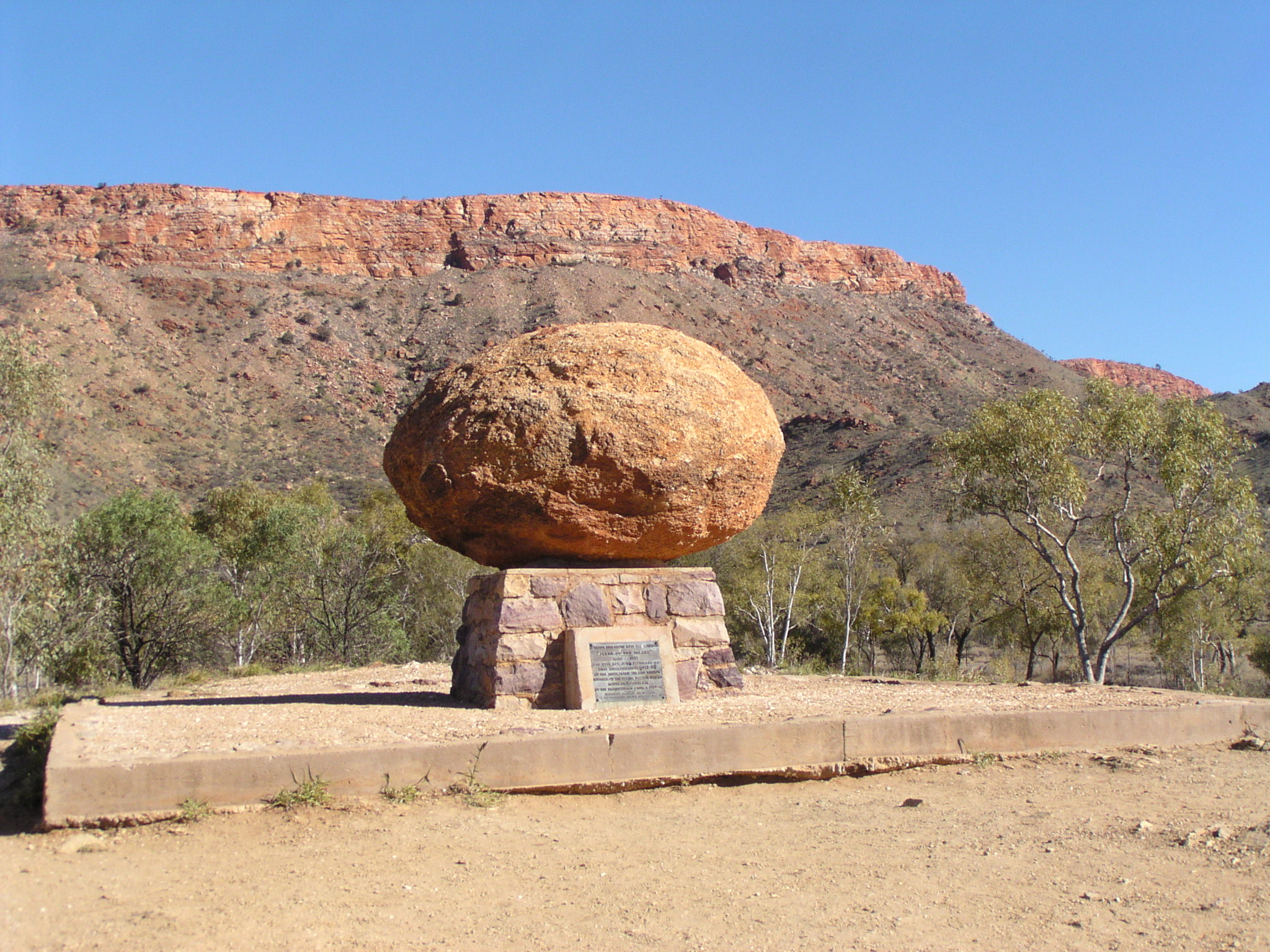
Меморіал Джона Фліна з пам'ятною брилою, Аліс-Спрингс, 2002

Одна із брил була вилучена із заповідника у 1952 році та вивезена до Аліс-Спрингс для пам'ятника Джону Флінну, засновнику Королівської служби літаючих лікарів. Брила була обрана символом його зв'язку із глибинкою, але він став джерелом тривалої суперечки. Брила була взята зі священного місця аборигенів цього району. Врешті-решт, після більш ніж 45 років переговорів, було встановлено «бриловий обмін», а священна брила була повернута на первісне місце 4 вересня 1999 року. Зараз могила позначена подібною, але не священною брилою, подарованою людьми Аррентте.